# Trentepohlia pallidipleura
Trentepohlia pallidipleura är en tvåvingeart som beskrevs av Alexander 1926. Trentepohlia pallidipleura ingår i släktet Trentepohlia och familjen småharkrankar.
Artens utbredningsområde är Kamerun. Inga underarter finns listade i Catalogue of Life.